# 菅沼定村
菅沼定村（1521年—1556年9月17日）是日本戰國時代的武將。野田菅沼氏第2代當主。父親是菅沼定則。

## 生平
在大永元年（1521年）出生，家中長男。幼名竹千代。天文13年（1544年）1月，因為父親定則隱居而繼承家督。同年4月，在領內建立母親的菩提寺能滿寺。
對今川氏非常忠誠。弘治2年（1556年），在奧平貞勝背叛今川氏時，本家田峯菅沼氏亦投向貞勝，並各自在本據堅守。自身沒有加入這次離反，不過弟弟三右衛門定圓、傳一郎定自等因為對自身不滿而加入本家。在這次造反中，受到駿府命令鎮壓東三河諸將。同年8月4日，攻入貞勝的額田郡雨山。此時，只率領野田菅沼軍突出，在沒有後援的情況下，開始戰鬥，在馬上指揮戰鬥，被防衛側的阿知波五郎兵衛放箭射中，箭從左喉穿過耳朵，於是墮馬死去。失去大將的野田軍，雖然由弟弟新三左衛門定貴、半五郎定滿重整軍勢，不過仍然戰敗並戰死。
戒名是翰照院殿慶岩道雲居士。被合葬在母親的能滿寺，寺號改為道雲寺。

## 登場作品
小說
- （作者：宮城谷昌光）

## 外部連結
- 武家家伝＿菅沼氏 （页面存档备份，存于）